# Кам'яна Балка (притока Чичиклії)
Кам'яна Балка — балка (річка) в Україні у Вознесенському й Веселинівському районах Миколаївської області. Ліва притока річки Чичиклії (басейн Південного Бугу).

## Опис
Довжина балки приблизно 6,46 км, найкоротша відстань між витоком і гирлом — 5,90  км, коефіцієнт звивистості річки — 1,09 . Формується декількома струмками та загатами.

## Розташування
Бере початок у селі Кам'яна Балка. Тече переважно на південний схід через село Урсолівку і на північно-східній околиці села Луб'янки впадає у річку Чичиклію, праву притоку річки Південного Бугу.

## Цікаві факти
- У XX столітті на балці існували молочно-тваринна ферм (МТФ), 2 газгольдери та декілька газових свердловин[2], а у XIX столітті — 2 скотних дворів[1].